# Печатка вбивці
«Печатка вбивці» (англ. For Sale by Owner) — американський кінофільм режисера Pritesh Chheda, що вийшов на екрани в 2006 році.

## Сюжет
У місті орудує жорстокий маніяк, який залишає цифру 13 на тілі кожної зі своїх жертв. Міські чиновники не в змозі придумати як зупинити вбивцю, тому вводять комендантську годину для всіх без винятку. Та не всі готові послухати голос розуму. Сара, коли була сама вдома, вирішила прихистити від негоди загадкового незнайомця…

## У ролях
| Актор            | Роль |
| ---------------- | ---- |
| Аманда Браун     | -    |
| John Lansch      | -    |
| Марк Хюствет     | -    |
| Трент Беті       | -    |
| Рейчел Робертсон | -    |
| Енді Вілсон      | -    |
| Еріка Сантос     | -    |
| Одрі Девіс       | -    |
| Michael Morlan   | -    |
| Лоуелл Мур       | -    |

## Знімальна група
- Режисер — Pritesh Chheda
- Сценарист — Pritesh Chheda
- Продюсер — John Adhia, Pritesh Chheda, Дженні Годдар
- Композитор — Ari Koinuma